# Windhoek Country Club Resort
Koordinaten: 22° 37′ 5,1″ S, 17° 4′ 25,3″ O
Das Windhoek Country Club Resort ist ein 4-Sterne-Hotel in der namibischen Hauptstadt Windhoek. Es wird von der südafrikanischen Legacy Group betrieben, ist jedoch im staatlichen Besitz des Ministeriums für Umwelt und Tourismus.
Das Hotel wurde 1995 zur Ausrichtung der Wahl der Miss Namibia und Miss Universe eröffnet. Es gilt als eines der besten Hotels des Landes und hat zahlreiche nationale Preise gewonnen.
Das Hotel ist als Country Club angelegt und verfügt neben dem Hotelgebäude mit 152 Zimmern und Suiten, vier Restaurants und Bars über einen 18-Loch-Golfplatz und eine große Poollandschaft. Zudem verfügt das Hotel mit dem Oryx Conference Centre über das zweitgrößte Konferenzzentrum Namibias. Besonders beliebt ist das Entertainment Centre & Desert Jewel Casino mit Unterhaltungseinrichtungen und einem Kasino.